# ماساتو یوشیهارا
ماساتو یوشیهارا (انگلیسی: Masato Yoshihara؛ زادهٔ ۲۷ اکتبر ۱۹۹۱) بازیکن فوتبال اهل ژاپن است.
از باشگاه‌هایی که در آن بازی کرده‌است می‌توان به باشگاه فوتبال آلمانیا آخن و باشگاه فوتبال آویسپا فوکوئوکا اشاره کرد.